# Venus Kloakina
Venus Kloakina (lat. Venus Cloacina), rimska boginja odvodnog kanala koji je presecao Forum celom dužinom.
Uvođenje njenog kulta pripisuje se kralju Tit Taciju (savladaru Romula), što upućuje na drevnost ovog božanstva, a na to ukazuje i njeno ime, jer je „Velika kloaka“ (Cloaca Maxima) predstavljala sistem odvodnih kanala koji su nastali još u vreme etrurskih kraljeva. Njihov zadatak je bio da se obezbedi isušivanje Foruma i spreči da trg bude zahvaćen vodom koja se slivala sa okolnih brežuljaka kao i da se osigura odvod otpadaka i đubreta u Tibar. Očigledno je značaj drenaže zemljišta shvaćen od najranijih dana, pa se to iskazivalo i u poštovanju posebne boginje vezane za tu delatnost. Ona je bila zadužena da štiti grad od nečistoće i truleži, a verovatno i da bdi nad onim delima ljudskih ruku koja to omogućuju.
Rimljani su joj podigli omanji kulturni objekat (sacellum) u blizini forumskih prodavnica (taberne nove) koje su kasnije bile uključene u Emilijevu baziliku (Basilica Aemilia). Na tom mestu je Cloaca Maxima ulazila na trg, i kao kanal pod vedrim nebom prolazila na njegovu drugu stranu. Tako je bilo sve dok Forum nije sasvim popločan, kada su podzemni kanali preuzeli funkciju odvođenja otpadnih voda ispod njegove mermerne površine. Izgleda da je to učinjeno dosta kasno, jer u vreme Plauta (Curc. 476), početkom drugog veka p.n.e., i dalje pesnik govori o Kanalu koji prolazi trgom. On svetilište Kloakine smešta između Komicijuma i jedne neimenovane bazilike (o kojoj ništa ne znamo), na čijem mestu će tek kasnije nastati Basilica Aemilia (Curc. 471). Na osnovu predstava o novcu, zaključuje se da je njeno svetilište (sacellum) bilo omanja kružna platforma, omeđena balustradom i da se do nje dolazilo stepenicama. Sačuvan je i kružni mermerni prsten ispred Emilijeve bazilike, koji je prestavljao osnovu ovog objekta. Ostaje nejasno zašto je i kada atribut Cloacina („koja čisti“), doveden u vezu sa Venerom.

## Literatura
- Bujuklić, Žika; (2010). Forum Romanum - Rimska država, pravo, religija i mitovi, Beograd.